# Cyryl Terlecki
Cyryl Terlecki herbu Sas (data ur. nieznana, zm. 1607) – biskup prawosławny, współtwórca unii brzeskiej z 1596 r.

## Życiorys
Pochodził z rodziny szlacheckiej, urodził się w majątku Wysokie-Poczapowo (powiat piński). Uzyskał dobre wykształcenie świeckie, na karierę duchowną zdecydował się dopiero po śmierci żony. Początkowo był białym duchownym, protopopem cerkwi św. Dymitra w Pińsku. 8 czerwca 1576 rada wielkoksiążęca zgłosiła jego kandydaturę na biskupa turowsko-pińskiego. Jeszcze w tym samym miesiącu Konstanty Ostrogski zaapelował do niego o ukaranie prawosławnych duchownych, którzy budzili powszechne zgorszenie swoim pijaństwem, grubiaństwem i niedbalstwem. Stefan Batory potwierdził nominację rady wielkoksiążęcej i wydał Cyrylowi Terleckiemu przywilej na katedrę turowsko-pińską.
Początkowo postawa hierarchy pozwalała domniemywać, że naprawdę będzie on dążył do poprawy moralnej postawy podległych mu duchownych. Z czasem okazało się jednak, że Cyryl dążył przede wszystkim do pomnażania osobistego majątku. W okresie zarządzania eparchią turowsko-pińską wielokrotnie popadał w konflikty z miejscową szlachtą na tle prerogatyw sądowniczych (właściciele ziemscy bezprawnie sądzili prawosławnych duchownych), uzyskując wielokrotnie poparcie królewskie. Biskup prowadził też szereg procesów sądowych o majątki cerkiewne, organizował najazdy na dobra swoich przeciwników.
W 1585 Cyryl Terlecki został przeniesiony na katedrę łucko-ostrogską. W 1585 patriarcha konstantynopolitański Jeremiasz II nadał mu godność swojego egzarchy w Rzeczypospolitej. Podejmując tę decyzję, hierarcha nie wiedział o hulaszczym trybie życia duchownego, a jedynie kierował się jego znakomitym wykształceniem i pozycją społeczną.
W 1590 po soborze biskupów prawosławnych Rzeczypospolitej w Bełzie, razem z hierarchami chełmskim Dionizym, pińsko-turowskim Leoncjuszem i lwowskim Gedeonem zadeklarował chęć przejścia na katolicyzm z zachowaniem obrządku bizantyńskiego. Razem z biskupem włodzimierskim Hipacym Pociejem prowadził tajne rozmowy z nuncjuszem apostolskim Germanusem Malaspiną i przedstawicielami dworu w sprawie organizacji soboru unijnego. W listopadzie 1595 ci sami hierarchowie udali się do Rzymu w celu przedyskutowania ostatecznych warunków unii kościelnej. Po powrocie do kraju aktywnie agitowali na rzecz unii wśród duchowieństwa i wiernych.
Po ogłoszeniu unii brzeskiej na synodzie w Brześciu w 1596 oficjalnie przeszedł na unię i pozostawał ordynariuszem eparchii łuckiej, jako biskup unicki, do 1607. 
Był sygnatariuszem aktu unii brzeskiej w 1596 roku.
Został pochowany w ufundowanej przez siebie cerkwi w Perkowiczach.